# ビッグイシュー
ビッグイシュー（The Big Issue）は、1991年9月にジョン・バードとゴードン・ロディックによって設立されたストリート新聞。ホームレスや生活困窮者に対して正当な報酬を与え、社会復帰への支援目的としている。イギリスで発祥し、日本では2003年に創刊し、世界で最も発行されているストリート新聞である。

## 概要
1991年、イギリスの化粧品製造会社の創業者であるゴードン・ロディックがアメリカで、ホームレスのみが販売できるストリート新聞を見かけたことをきっかけに、知人でホームレス経験のあるジョン・バードに依頼・調査してもらった。すると、「事業としてロンドンで成功するだろう」という結論を導き出した。英語の「イシュー (issue)」には「問題」と「出版物の発行」の二つの意味がある。「big issue」で“大問題”。
誌面内容はホームレス問題をはじめとする様々な社会問題のみならず、著名人のインタビューなどエンターテインメントの側面も重視している。1991年にロンドンで『ビッグイシュー』の第1号を発行した際は、大成功を収めた。その後、イギリス各地はもとより世界各地に広がり、各言語への翻訳と発行地域での独自取材した記事を組み合わせて、発行されている。
野良猫だったボブとビッグイシューの販売者をしていた青年の実話をもとにした映画『ボブという名の猫 幸せのハイタッチ』で日本を含め世界的に知名度が上がった。
イギリス女王エリザベス2世が1度購入したことがある。

## 発売している国・地域

### 英国
- The Big Issue - ロンドン（詳細は「英国版」の項）
- The Big Issue North -  マンチェスター
- The Big Issue Scotland - グラスゴー

### 各国版
- The Big Issue Australia（詳細は「オーストラリア版」の項）
- The Big Issue South Africa
- The Big Issue Japan - 2003年9月創刊（詳細は「日本版」の項）
- The Big Issue Taiwan（繁体字中国語: 大誌雜誌） - 2010年4月創刊（詳細は「台湾版」の項）
- The Big Issue Korea（朝: 빅이슈코리아） - 2010年7月創刊（詳細は「韓国版」の項）

## 英国版
英国版のビッグイシューは週刊で、発行部数は8.3万部。販売者数は、通常期で1583人。定価は3ポンドで、販売することで1冊につき1.75ポンド（売り上げの58.3%）が販売者の収入となる。

## オーストラリア版
オーストラリアでは、1996年6月16日に創刊。初めはメルボルンのフリンダース・ストリート駅にて販売された。2022年現在は、月刊として、シドニーなど各地の主要都市で販売されている。定価は9オーストラリア・ドルで、販売することで1冊につき4.5ドル（売り上げの50%）が販売者の収入となる。

## 日本版
日本では、2003年9月より大阪市にて、民間シンクタンクの代表であった佐野章二が中心となって日本語版を発行するようになった。体裁はA4判カラーページで32ページ前後。発行部数は約2万部。創刊当初は月刊だったが、その後隔週刊となった（毎月1日・15日発行）。
発行元である「有限会社ビッグイシュー日本」に登録し、顔写真とナンバー入りの身分証を交付された「ベンダー」と呼ばれる販売者のホームレスから、通行人らが購入する。販売者は活動中、身分証を胸元に提示している。定価は450円で、最初の10冊は無料で提供される。それ以降は1冊220円で仕入れ、販売することで1冊につき230円（売り上げの51.1%）が販売者の収入となる。
なお、創刊から2007年9月までは定価200円で、1冊当たり110円（売り上げの55%）が販売者の収入となっていた。また、2007年10月から2014年4月の消費税率引き上げまでは定価300円で、1冊当たり160円（売り上げの53.3%）が販売者の収入となっていた。2014年4月から2020年3月までは定価350円で、1冊につき180円（売り上げの51.4%）が販売者の収入となっていた。
2019年9月1日現在、創刊から16年で842万冊を販売、12億7,630万円が販売者の収入になり、延べ1869人が登録、202人が就職口を得ている。2010年度に全国で約160人いた販売員は、ホームレス全体の減少を反映して約110人（2019年9月時点）に減少している。販売地域は12の都道府県に広がっているものの、部数はピークの年間69万冊（2010年度）から39万冊（2016年度）に減り、採算ラインを割り込んだ。ビッグイシューはホームレスの減少自体は喜ばしいこととしつつ、定期購読者の募集などの対策に取り組んでいる。
2023年には生前に身寄りのないまま故人となった元販売員を慰めるための共同慰霊碑が大阪の大蓮寺、東京の光照院に同時に建立され、同年10月11日に建碑式が執り行われた。建立されたのはいずれも浄土宗の寺院であるが、宗派を超えたひらかれた弔いを実現するため墓ではなく碑と位置づけられている。慰霊碑には家名のかわりに『友よ、やすらかに』と刻まれている。
販売員に対しては「道路の使用許可を得て販売しているのか？」という疑問を持つ者もあるが、実際には道路の使用許可は必要はない。
「有限会社ビッグイシュー日本」のほか、「認定NPO法人 ビッグイシュー基金」も販売者の住宅支援や健康支援などを行っている。

### 雑誌内容
表紙は国内外の著名人や俳優が多い。国内では草間彌生、真木よう子、リリーフランキー、Superfly、画家・奈良美智の作品、羽生善治、サヘル・ローズ、水曜日のカンパネラなどが登場したことがあり、海外ではポール・マッカートニーやダライ・ラマ14世、QUEEN、ベネディクト・カンバーバッチなど。特集に関連した表紙の号もある。
ホームレス状態にある人をはじめとして社会的に排除されがちな人々、弱い立場にある人々の社会問題を取り上げることが多い。また、市民運動や市民による社会問題解決の試み・地域づくり・活動などの特集、自然・環境に関する特集もある。エンターテインメントとしては国内外の俳優や音楽家、芸術家らのインタビュー、健康、文化などについて取り上げている。また、日本であまり報道されない海外の社会問題の記事も多い。
連載には、タイの漫画家ウィスット・ポンニミットが描くコミック「マムアンちゃん」や「宇宙・地球・人間 池内了の市民科学メガネ」「雨宮処凛の活動日誌」「原発ウォッチ」「浜矩子のストリート・エコノミクス」など。読者からの悩みに販売者がアドバイスをする「ホームレス人生相談」や国内外の販売者のこれまでの人生や雑誌販売の仕事についてインタビューをした「今月の人」コーナーもある。
今や世界で著名となった自閉症の作家東田直樹も以前連載をしていた（ビッグイシューから書籍化されている）。
2015年からは、41号より続いていた連載「ホームレス人生相談」と枝元なほみによる料理コーナーを統合した。
2006年10月15日発行の59号では、2ページ強にわたってウィキペディアについての記事が掲載された。

### 販売都市
原則、書店ではなく路上で販売している。各都市の具体的な販売場所は公式サイトで掲載している。発行元である有限会社ビッグイシュー日本の事務所は東京と大阪にあり、そのほかの地域は括弧内の組織が支援している。
また、全国から定期購読による協力を呼び掛けているほか、全国のカフェやショップ、映画館などでも販売している。図書館で読めるところもある。「ビッグイシュー・オンライン」では過去記事などを配信している。
- 大阪府（NPO法人釜ヶ崎支援機構）
- 奈良市
- 京都市（ビッグイシュー京都）
- 兵庫県
- 東京都
- 横浜市（NPO法人さなぎ達）
- 川崎市
- 仙台市（NPO法人仙台夜まわりグループ、仙台ビッグイシューソサイエティ）
- 広島市　※販売休止中
- 名古屋市（ビッグイシュー名古屋ネット）
- 福岡市　※販売休止中
- 札幌市（ビッグイシューさっぽろ[注釈 4]）
- 熊本市（ビッグイシューくまもとチーム[注釈 5]）
- 鹿児島市　※販売休止中
- 金沢市
- 岡山市

### 書籍
雑誌の連載などを書籍化し、発行している。書籍は雑誌よりも単価が高いため、販売者の収入分も多くなる。
- 『社会の中で居場所をつくる-自閉症の僕が生きていく風景（対話編・往復書簡）』（東田直樹、山登敬之）
- 『路上のうた　ホームレス川柳』
- 『クッキングと人生相談～悩みこそ究極のスパイス』（ビッグイシュー日本販売者、枝元なほみ）
- 『社会を変える仕事をしようーホームレスに10億円をもたらした企業の13年』Kindle版（佐野章二）

## 台湾版
台湾版のビッグイシューは月刊で、発行部数は2万部。販売者数は、通常期で90人。定価は100新台湾ドルで、販売することで1冊につき50台湾ドル（売り上げの50%）が販売者の収入となる。

## 韓国版
韓国版のビッグイシューは隔週刊で、発行部数は1.5万部。販売者数は、通常期で約90人。定価は5000ウォンで、販売することで1冊につき2500ウォン（売り上げの50%）が販売者の収入となる。